# Schola Cordis Iesu
Schola Cordis Jesu és una Secció de l'Apostolat de l'Oració fundada a Barcelona pel P. Ramon Orlandis S.J. (1873-1958).

## Història
El pare Ramón Orlandis, S.I. va treballar en la formació d'un grup de joves segons l'esperit i la doctrina del pare Henri Ramière i els ideals de l'Apostolat de l'Oració i orientant-los segons el missatge de l'amor misericordiós i de la infància espiritual de santa Teresa del Nen Jesús.
Aquesta tasca es va realitzar en dues etapes successives amb el nom de Iuventus (1925-1931) i Schola (1931-1939). En 1940 va incorporar el grup, com a secció de l'Apostolat de l'Oració, amb el nom de Schola Cordis Iesu, al seu centre de l'església del Sagrat Cor (Eixample). En 1944 apareixeria la revista Cristiandat, fundada col·lectivament pels membres de Schola.
El director diocesà Dr. Cipriano Montserrat Roig va instituir formalment Schola Cordis Iesu en 6 de gener de 1960 i va nomenar director de la mateixa al que ho era també d'aquell centre de l'Apostolat de l'Oració, Francisco Segura, S.I.
El 3 de setembre de 1970, prèvia aprovació de la Direcció general de l'Apostolat de l'Oració, sent director general delegat el pare Francisco Solano, S.I., es van aprovar uns nous estatuts conformes als de l'Apostolat de l'Oració de 1968 i adaptats a les orientacions del Concili Vaticà II sobre el lloc dels laics en la vida de l'Església. El director diocesà, Francisco Muñoz Alarcón, va acceptar la nova orientació que reconeixia la iniciativa i responsabilitat dels laics en Schola Cordis Iesu i va nomenar el seu consiliari, el pare Casimiro Puig, S.I.
La Direcció nacional del Apostolado de la Oración a Espanya, exercida llavors pel pare Luis María Mendizábal, S.I., va aprovar en 31 de maig de 1981 uns estatuts de Schola Cordis Iesu com a secció nacional del Apostolado de la Oración; les activitats de Schola Cordis Iesu s'havien estès mentre a Sant Sebastià, Bilbao, Pamplona i Palma.
A Bilbao va ser erigit canònicament un centre de Schola Cordis Jesu, com a Secció del Apostolado de la Oración, el mes de desembre de 1982, mitjançant acta de constitució signada pel P. Corta Director diocesà d'Apostolat de l'Oració i pel P. Igartua, com a primer Director Espiritual de la Secció. El P. Igartua havia dirigit, des de la segona meitat de la dècada dels anys 60, a un grup d'universitaris de Schola, des del seu càrrec de professor de religió de la Universitat de Deusto, i dins d'una de les seves múltiples tasques apostòliques i formatives que va dur a terme durant els 24 últims anys de la seva vida que els va passar a Bilbao, la seva ciutat natal.
Amb data 21 de desembre de 2011 ha estat erigida Schola Cordis Iesu com a secció de l'Apostolat de l'Oració en la diòcesi de Sant Sebastià.
Schola es troba també present a Pamplona, Madrid i Santiago de Xile.